# Joern Soerensen
Jørn Sørensen est un footballeur danois né le 17 octobre 1936 à Nibe. Il évoluait au poste de milieu de terrain.

## Biographie

### En club
Formé à Nibe IF, le club de sa ville natale, Soerensen se révèle avec le KB Copenhague. Il perd deux finales de Coupe du Danemark mais participe à la Coupe des villes de foires 1960-1961. Son club est éliminé en quart de finale par Birmingham City. En 1961 il rejoint le championnat de France en signant avec le FC Metz. En trois saisons il dispute 63 matchs et inscrit 15 buts. Après son passage dans le championnat de France il joue en Écosse, d'abord à Morton puis au Glasgow Rangers. Il rejoint ensuite l'AC Bellinzone avant d'achever sa carrière en Italie à l'US Giubiasco. 

### En sélection
Avec l'équipe du Danemark Soerensen compte 31 sélections pour six buts entre 1958 et 1961. Aux Jeux olympiques de Rome en 1960, il remporta la médaille d'argent. Avec l'équipe espoir du Danemark, il a joué 4 matchs et inscrit 2 buts entre 1957 et 1958. 
Soerensen a également joué un match avec l'Équipe de France de football de deuxième division.

## Carrière
- Nibe IF
- 1957-1961 : KB Copenhague
- 1961-1964 : FC Metz
- 1964-1965 : Greenock Morton
- 1965-1966 : Glasgow Rangers
- 1966-1973 : AC Bellinzone
- US Giubiasco

## Palmarès
- Finaliste de la Coupe du Danemark de football en 1958[2] et 1961[3]
- Finaliste de la Coupe de Suisse de football en 1969[4]

## Source
- Marc Barreaud, Dictionnaire des footballeurs étrangers du championnat professionnel français, L'Harmattan, 1997.

1. ↑  Sørensen, Jørn
2. ↑  www.haslund.info - Pokalturneringen 1957/1958 - Finale
3. ↑  www.haslund.info - Pokalturneringen 1960/1961 - Finale
4. ↑  Switzerland 1968/69

- (en) Bob Ferrier et Robert McElroy, Rangers Player by Player, Londres, Hamlyn, 1998, 3e éd., 200 p. (ISBN 0-600-59495-5), p. 76